# جامه‌شوران علیا (ماهیدشت)
جامه‌شوران علیا یک روستا در ایران است که در بخش ماهیدشت شهرستان کرمانشاه واقع شده‌است. جامه‌شوران علیا ۳۲۱ نفر جمعیت دارد.

## جمعیت
این روستا در دهستان ماهیدشت قرار دارد و بر پایه سرشماری مرکز آمار ایران در سال ۱۳۸۵، جمعیت آن ۳۲۱ نفر (۹۱ خانوار) بوده‌است.